# Службени гласник
Службени гласник је јавно предузеће чији је оснивач Република Србија, које се бави издавањем Службеног гласника Републике Србије и других публикација.
Оснивачка права врши Влада Републике Србије.

## Историјат
Јавно предузеће Службени гласник наставља традицију издавања службених новина која је започета изласком Новина сербских, 1/13. августа 1813. године.
Јавно предузеће је званично основано 1992. године.

## Руководство

### Надзорни одбор
1. Новак Недић, генерални секретар Владе Републике Србије (председник)
2. Зоран Касаловић, државни секретар у Министарству државне управе и локалне самоуправе Владе Републике Србије (члан)
3. Синиша Кукић, помоћник директора Републичког секретаријата за законодавство (члан)
4. Маја Батић, начелник Службе за централизоване јавне набавке и контролу набавки, Одељење за финансијску контролу, планирање набавки и испитивање тржишта Градске управе града Београда (независан члан)
5. Дејан Јокић, директор Сектора за финансијско-рачуноводствене послове у ЈП Службени гласник (представник запослених).

### Директор
Директор Службеног гласника је др Јелена Триван.

## Награде

### Одликовања
- Сретењски орден, доделио председник Републике Србије Томислав Николић поводом 200. годишњице издавања службених новина (11. септембар 2013).[1]

### Сајамске и друге награде
- На Међународном сајму књига у Београду, Службени гласник је добио награду „Издавач године“ за 2006, 2007, 2015. и 2018. годину.
- Београдски победник, награда Привредне коморе Србије - Регионалне привредне коморе Београд (2017).